# Putrescina
La putrescina o butan-1,4-diamina, NH₂(CH₂)₄NH₂, és una diamina, una amina doble, que es crea en podrir-se la carn, i que dona al procés la fortor característica.
Està relacionada amb la cadaverina; ambdues es formen per la descomposició dels aminoàcids en organismes vius i morts. La putrescina és produïda en petites quantitats per les cèl·lules vives mercès a l'acció de l'ornitina-descarboxilasa. Les poliamines, de les que la putrescina n'és un dels exemples més simples, sembla que són factors de creixement necessaris per a la divisió cel·lular. D'altres composts químics que es caracteritzen per la seva pudor són el metanotiol i l'àcid butíric.